# Hugo de Pierrepont
Hugo de Pierrepont (d. 1229) a fost episcop de Liège de la 1200 până la moarte.
Hugo era de origine din Franța, din dieceza de Laon; el a fost fiul lui Hugo de Wasnad. După alegere sa în poziția episcopală, Hugo s-a bucurat de sprijinul contelui Balduin de Flandra și de Hainaut.
El a fost susținător al împăratului Frederic al II-lea de Hohenstaufen.
Hugo a participat în tabăra învingătoare în bătălia de la Steppes din 1213, conducând trupele care l-au învins pe ducele Henric I de Brabant.